# Presente progressivo
Il presente progressivo, detto anche present continuous, è uno dei tempi che si usa per esprimere il presente nell'inglese moderno e anche nello spagnolo.
Spesso il present continuos si usa come funzione per indicare un'azione che è in programma

## Formazione
Il present continuous si forma inserendo l'ausiliare to be (declinato al presente) tra il soggetto e il present participle (participio presente del verbo che si forma prendendo la forma base del verbo e aggiungendo la desinenza -ing).

### Forma affermativa
Prendiamo, ad esempio, il verbo to work (lavorare, funzionare); seguendo la regola appena descritta, si avrà:
I am working → I'm working
You are working →You're working
He/She/It is working →He's/She's/It's working
We are working → We're working
You are working →You're working
They are working → They're working
Il present continuous viene usato principalmente per riferirsi ad azioni o eventi che si verificano nel momento esatto in cui si parla o si scrive (ad es.: The baby is crying now; You are reading this page; He is visiting his aunt at the moment).

### Forma negativa
La forma negativa del present continuous si forma aggiungendo la negazione not dopo l'ausiliare to be. Per il verbo to work sarà quindi:
I am not working They are not working - They aren't working

### Risposte brevi
Quando ci viene posta una domanda", per come si fa in italiano. Bisognerà far seguire l'ausiliare al nostro "si" o al "no".
Am I working?→      Yes, I am - No, I'm not
Are you working?          →      Yes, you are - No, you aren't 
Is he/she/it working?     →      Yes, he/she/it is - No, he/she/it isn't
Are we working?           →       Yes, we are - No, we aren't
Are you working?          →       Yes, you are - No, you aren't
Are they working?         →       Yes, they are - No, they aren't

## come si usa
Si è detto che il present continuous viene utilizzato principalmente per descrivere azioni che si verificano nel momento in cui si parla.
Gli altri casi in cui si usa, sono:
- per descrivere un evento,una situazione o un'attività non permanente ma che include il tempo presente (They are listening to music now);
- per descrivere un'attività che si svolge nel periodo in cui si parla, anche se non nell'esatto momento in cui si parla (He is working in Budapest);
- per esprimere sensazioni fisiche (My arms are aching; He isn't looking very well);
- per descrivere cambiamenti o progetti a lungo termine (Prices are rising);

Non si usa:
- per azioni ripetitive o situazioni permanenti (in questo caso si usa il present simple);
- con i verbi che descrivono stato, anche se relativi al momento in cui si parla (to look like, to be, to appear, to seem);
- con i verbi che si riferiscono a ciò che piace o non piace, anche se relativi al momento in cui si parla (to like, to dislike, to love, to hate, to prefer, to want, to wish);
- con i verbi che descrivono possesso, anche se relativi al momento in cui si parla (to have, to own, to possess, to belong to, to need);
- con i verbi che si riferiscono a misure, anche se relativi al momento in cui si parla (to weight, to measure, to cost);
- con i verbi che riferiscono a opinioni, anche se relativi al momento in cui si parla (to believe, to think, to doubt, to imagine, to know, to remember, to recall, to recognize, to understand);
- con i verbi relativi alle percezioni, anche se relativi al momento in cui si parla (to see, to hear, to smell, to taste, to sound, to feel).